# ساوت کست
ساوت کُست یا ساحل جنوبی (به انگلیسی: South Coast) اشاره به کمربند باریک ساحلی از سیدنی در شمال تا مرز با ویکتوریا در جنوب است که ناحیه‌ای است واقع در جنوب شرقی ایالت نیو ساوت ولز استرالیا که از غرب با ناحیه ساوترن تیبل‌لند و از شرق با اقیانوس آرام هم مرز است.

## آب و هوا
آب و هوای این منطقه معتدل و در شرایطی گرم است و درجه حرارت در بیشترین دما تا ۲۶ درجه سانتیگراد در فصل تابستان و در کمترین دما تا ۱۷ درجه سانتیگراد در فصل زمستان اندازه گیری شده است. اما با این حال بارش باران در این ناحیه نامنظم است و در هر زمانی از سال احتمال دارد رخ بدهد هر چند اغلب در اواخر پائیزر و اوایل زمستان اتفاق می افتد.

## صنعت
بارش باران نامنظم باعث شده است کشاورزی در این ناحیه رونق نداشته باشد. فقط در چند مکان بخصوص می توان زمین‌های کشاورزی را در این ناحیه دید. صنعت اصلی در این ناحیه تولید لبنیات است. هر چند بعضی از فراورده‌های گیاهی نیز در آنجا کشت می شود.